# يوسف الرومي
يوسف صالح حمد الرومي مواليد دولة الكويت ، نائب سابق في مجلس الأمة الكويتي ، في الفصل التشريعي الرابع عام (1971) عن الدائرة السابعة - الدسمة - وحصل علي المركز الخامس ب (828) صوت ، وفاز بالانتخابات.

## السيرة البرلمانية
كان من ضمن النواب الذين تقدموا باستجواب وزير المالية والنفط عبد الرحمن العتيقي في 4 مايو 1974 بشأن احتياطي النفط الكويتي والكوادر الكويتية في القطاع النفطي ، وهو من ضمن طارحي الثقة بالوزير.